# Стремянка

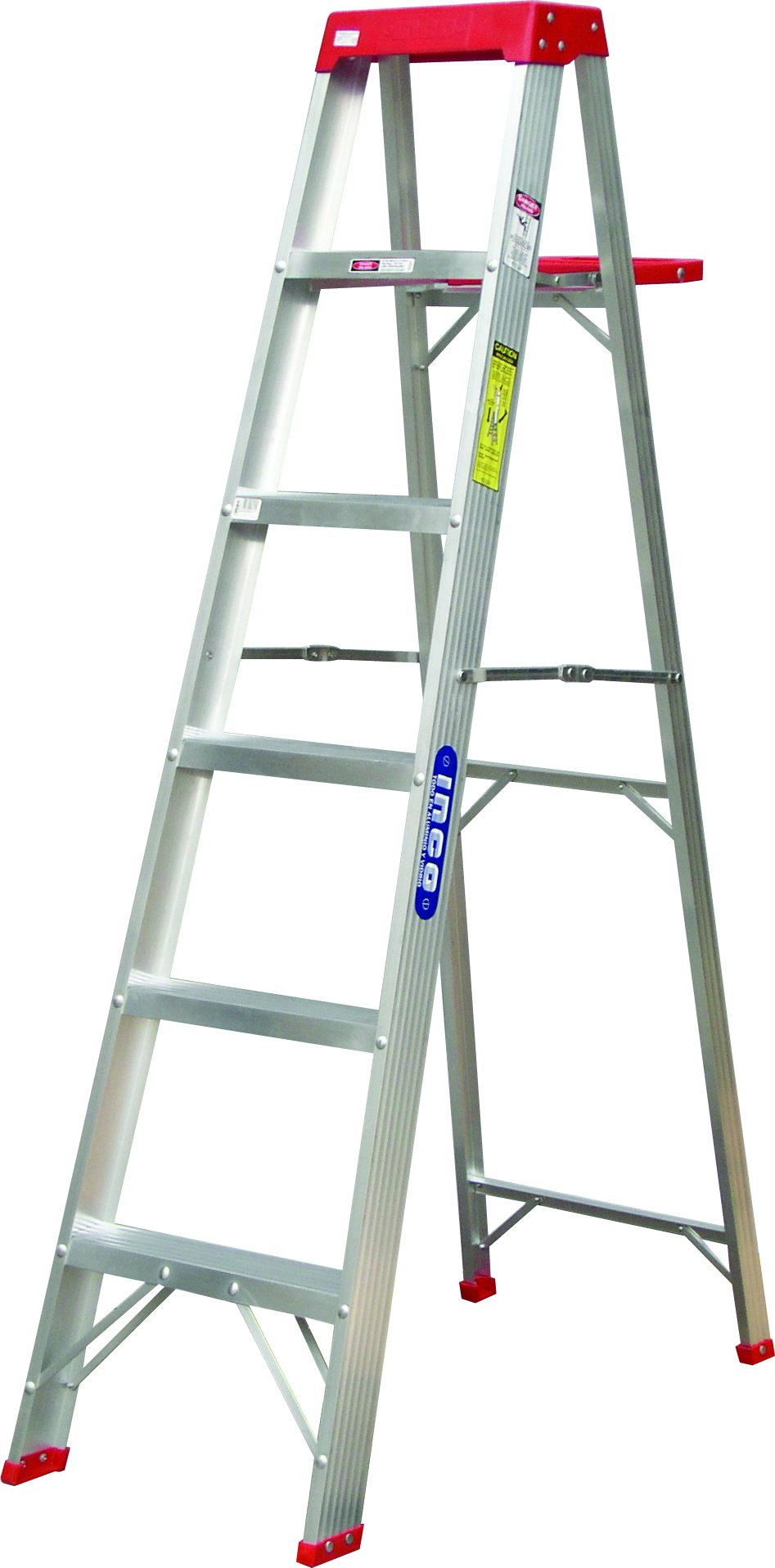
Современная лестница-стремянка

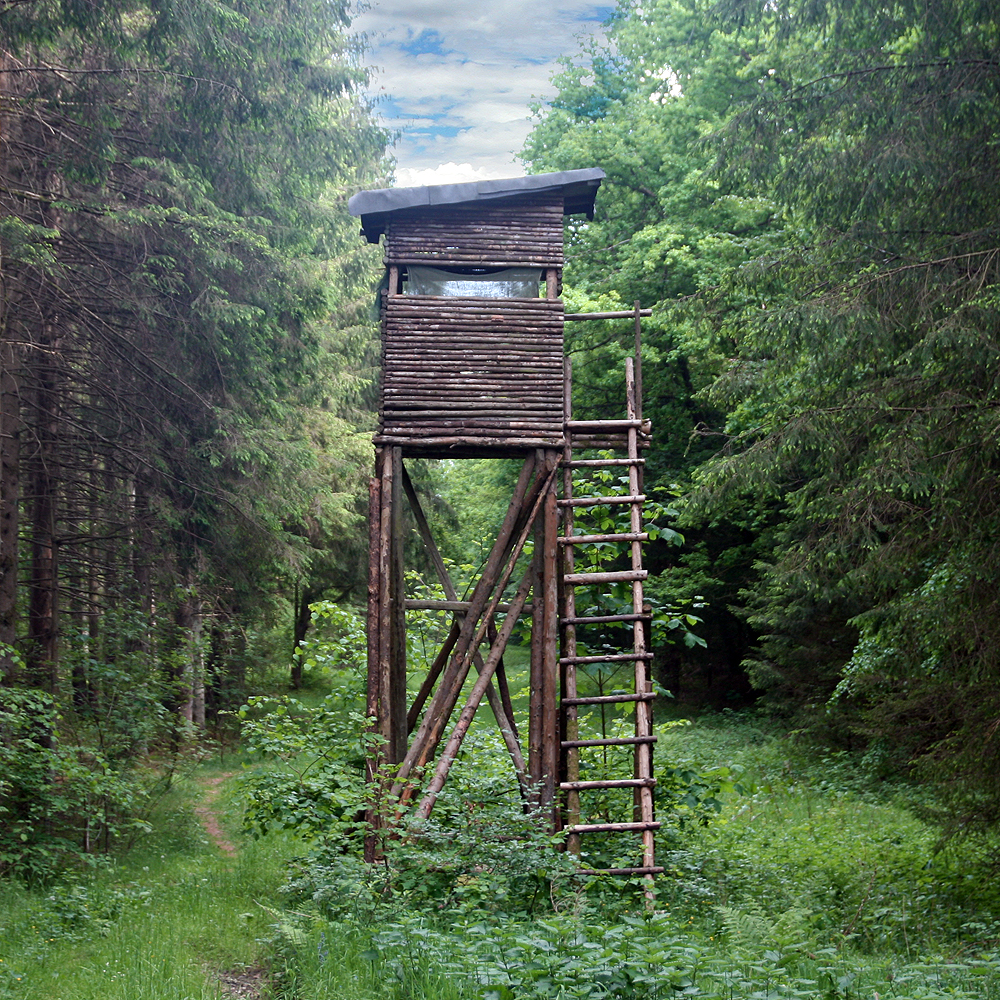
Приставная лестница

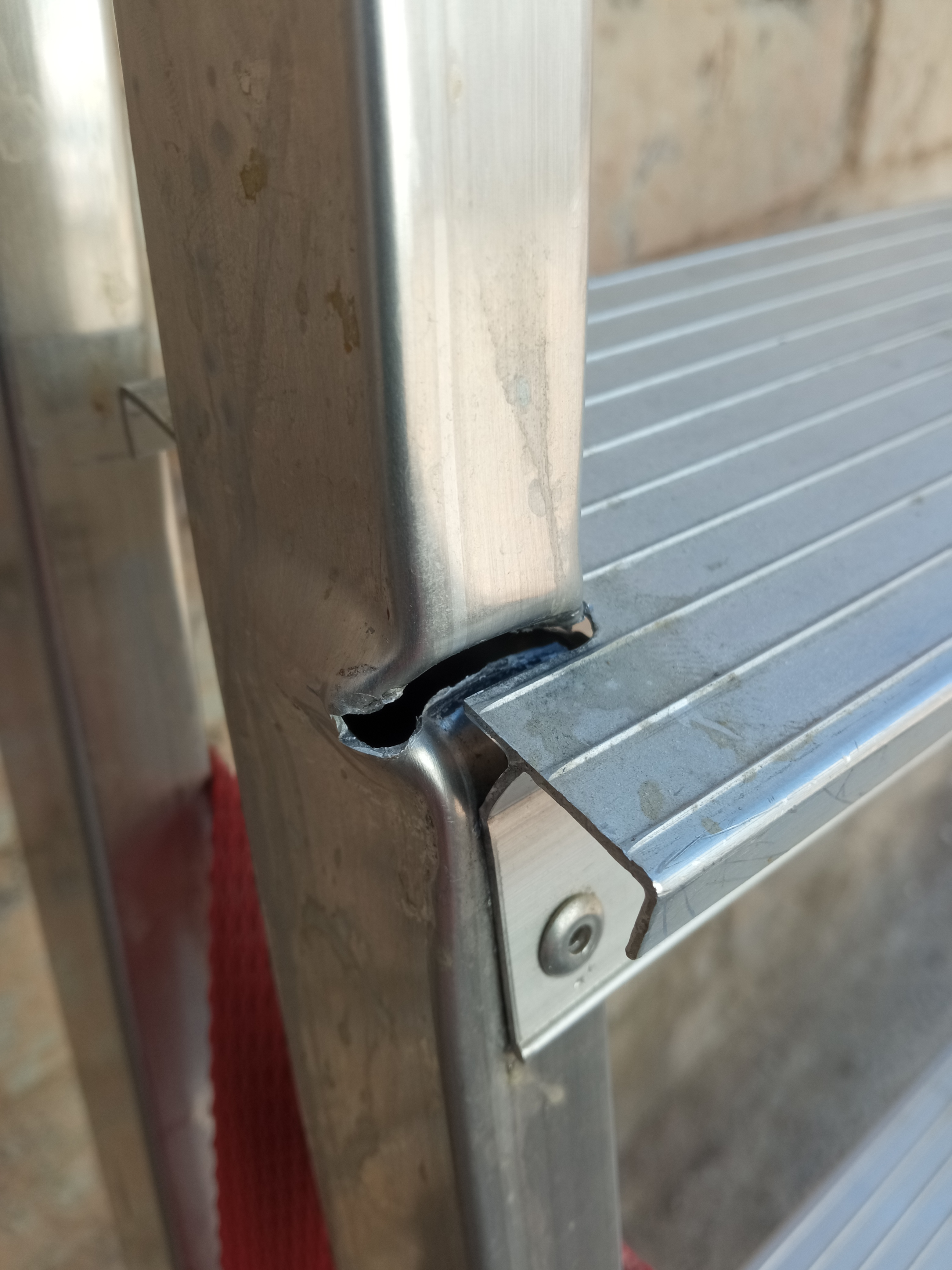
Усталостное разрушение конструкции стремянки

Стремя́нки — это специальные, как правило, переносные лестницы, раскладывающиеся для выполнения определённой задачи.
Существуют следующие основные виды стремянок:
- Лёгкая переносная лестница, устанавливаемая без опоры к стене (может быть раздвижной);
- Верёвочная подвесная лестница;
- Лестница в виде доски с набитыми поперёк досками или брусками;
- Лестница, в разложенном виде образующая равнобедренный треугольник: по его сторонам находятся одна или две лестницы (одностороннее или двустороннее восхождение), между ними для жёсткости конструкции ближе к вершине раскладывается площадка, предназначенная для опоры ног. Высота стремянки вычисляется или по последней ступеньке, или по площадке. Надёжность такой лестницы определяется углом её раскрытия: чем шире раскрытие, тем она устойчивее, а, следовательно, и надёжнее;
- В авиации — официальный термин, применяемый для специальных подъёмных устройств для лётно-технического состава на аэродроме, кроме трапов. Трап предназначен исключительно для перемещения людей снизу вверх (или наоборот), стремянка предназначена для работы. Промышленно изготовленные передвижные устройства для работы персонала на высоте, от простейших складных лесенок до многоуровневых трансформируемых передвижных платформ с гидроприводом и весом более тонны. Как правило, окрашиваются в ярко-оранжевый цвет.
- Крепление в рессорной подвеске

Первое изображение подобной лестницы найдено в пещере времён мезолита (около 10 000 лет назад) в районе Валенсии, в Испании. На стене были изображены два обнажённых человека, лезущих с какими-то корзинами по, вероятнее всего, травяной раскладной лестнице.
Лестницы-стремянки используются в библиотеках, при проведении ремонтных работ, при организации туристических маршрутов, в пригородных домах.
Обычно стремянка состоит из 2-3 секций, по шесть-восемь ступеней в каждой. Лестницы-стремянки бывают телескопическими и просто раскладными. Оптимальный вариант материала для стремянок — металл: сталь или алюминий.
Для улучшения эксплуатационных свойств в производстве применяются различные виды совершенствования конструкций. Ферритные марки стали более распространены ввиду повышенной надежности материала.
Свойства алюминия улучшаются анодированием — электрохимическим процессом, в результате которого создается оксидная плёнка на поверхности металла. Толщина плёнки может меняться в зависимости от назначения алюминиевого профиля. Покрытие изделий, которые используются в закрытых помещениях, составляет 15 микрон. Толщина плёнки для инструментов, использующихся на открытом воздухе, должна быть равна 20 микрон.
Со временем в алюминиевых стремянках накапливается усталость материала, что в итоге ведёт к разрушению.